# ۱۰،۱-فنانترولین
فنانترولین (به انگلیسی: Phenanthroline) با فرمول شیمیایی C۱۲H۸N۲ یک ترکیب شیمیایی است. که جرم مولی آن ۱۸۰٫۲۱ g/mol می‌باشد. شکل ظاهری این ترکیب، بلورهای بی‌رنگ است.فنانترولین یک ترکیب آلی هتروسیکلیک به شمار می رود، فناترولین جامدی که قابلیت حل شدن در حلال های آبی را دارد.